# Камайоре
Камайоре (на италиански: Camaiore) е община в Италия, в региона Тоскана, на северозападната крайбрежна част на провинцията Лука, наречена Версилия. Населението е около 4500 души (2007). Село Камайоре е административен център, а най-големият град е Лидо ди Камайоре, известен крайбрежен курорт.